# Шаболовский телецентр

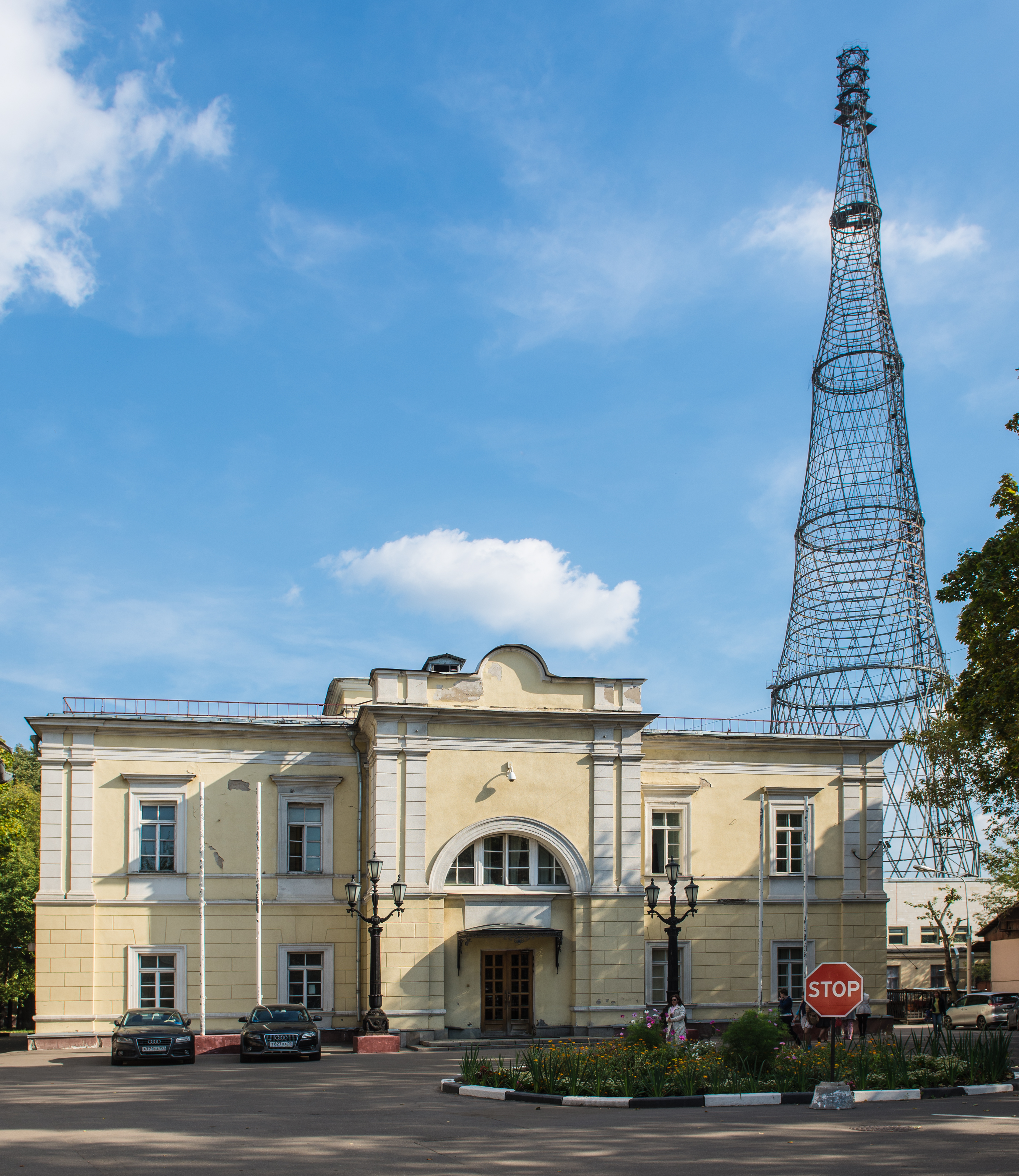
Телецентр на Шаболовке, 37 и Шуховская башня

Телецентр на Шаболовке — телевизионный и радиовещательный центр на улице Шаболовка в Москве, у подножия Шуховской башни. До открытия в 1967 году телецентра «Останкино» являлся главным передающим телевизионным центром СССР. С самого начала телевизионного вещания в Москве зрители запомнили адрес телевидения, куда в день приходили мешки писем: Москва, ул. Шаболовка, 53 (изначальный адрес телецентра).

## История

### Варваринский сиротский дом (1849—1922)

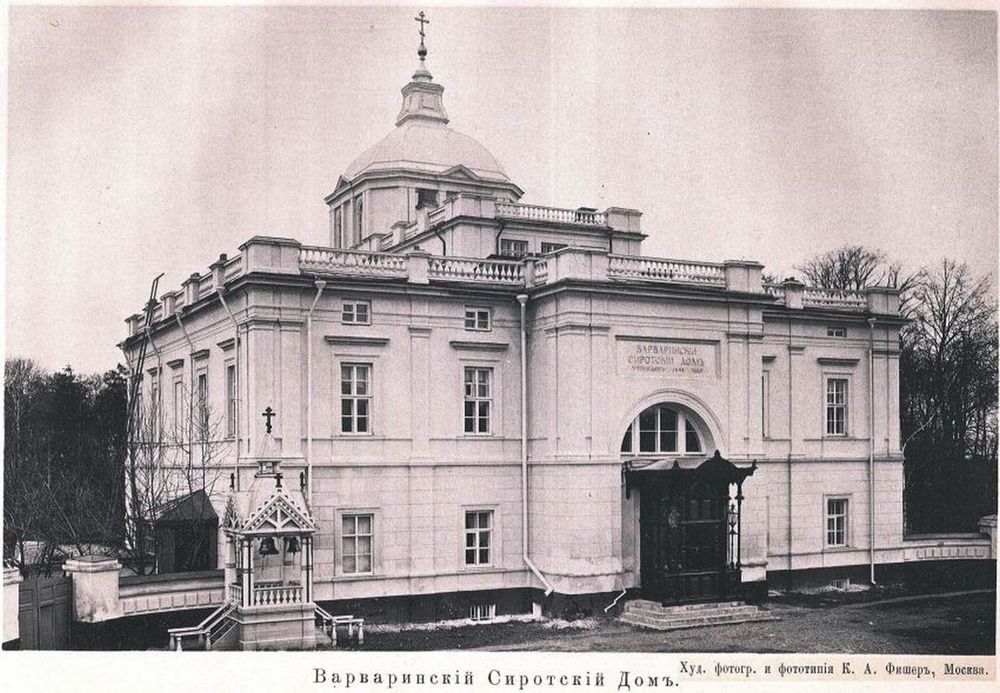
Варваринский сиротский дом и храм св. Варвары (1898 год)

Здание на Шаболовке построено в 1849 году на средства московского благотворителя Алексея Ивановича Лобкова по проекту архитектора Михаила Быковского как сиротский приют для девочек, оставшихся без родителей после холеры 1848 года. Назван основателем приюта в память об умершей от холеры дочери Варвары. Являлся одним из старейших частных воспитательных заведений Москвы. В здании находился домовый храм святой Варвары. Благотворительному заведению покровительствовала княгиня Елизавета Фёдоровна. В 1919 году Варваринский сиротский приют был закрыт, в 1920 году купол церкви был разобран.

### Радиоцентр Московской радиотелеграфной станции (1922—1927)
С начала 1922 года после постройки в непосредственной близости от здания бывшего приюта самой высокой в стране 150-метровой ажурной цельнометаллической радиобашни, созданной по проекту и под непосредственным руководством выдающегося инженера Владимира Шухова, названной впоследствии его именем, ставшей опорой для радиопередатчиков Московской радиотелеграфной станции, в здании приюта стал размещаться радиоцентр.

### Радиостанция имени Коминтерна (1927—1933)
В 1927 году на месте устаревшей дуговой радиостанции была создана Вторая радиостанция Коминтерна, оборудованная самым мощным на тот момент в Европе 40-киловаттным передатчиком, созданным в Нижегородской радиолаборатории. Эту станцию также стали называть «Большой Коминтерн», или «Новый Коминтерн», в отличие от первой радиостанции Коминтерна на Вознесенской улице (ныне Улица Радио). Антенны передатчика располагались на Шуховской башне, которая стала также именоваться «Радиобашней Коминтерна».

### Опытная лаборатория Научно-испытательного института связи (1933—1939)
В 1933—1937 годах помещение использовалось в качестве опытной лаборатории Научно-испытательного института связи, а башня как радиоиспытательная.

### Московский телевизионный центр (1939—1967)
В 1936 году было начато строительство здания МТЦ (ныне ул. Шаболовка, 37, строение 7). 9 марта 1937 года телецентр осуществил первую в стране опытную передачу электронного телевидения в эфир. С конца 1937 года центр стал вести регулярные опытные телевизионные передачи по системе электронного телевидения. 31 декабря 1938 года МТЦ был принят в эксплуатацию, а с 10 марта 1939 года из него началось регулярное вещание В дальнейшем передачи велись 4 раза в неделю по 2 часа. Весной того года в Москве передачи принимали более 100 телевизоров ТК-1. Из АСК, МТЦ вещали первая, а с 1956 года также и московская программы, из АСК с 1956 года выходили в эфир Последние известия, с 1960 года — Телевизионные новости, а также вещали дикторские вставки и выдавались в эфир фильмы, здесь же с 1951 года находились программная дирекция и тематические редакции ЦСТ (с середины 1960-х гг. — Главная дирекция программ и тематические главные редакции центрального телевидения), её административно-управленческий аппарат, включая кабинет её директора и административно-управленческий аппарат МТЦ.

### АСК-2 Телевизионного технического центра имени 50-летия Октября (1967—1991)
В ноябре 1967 года МТЦ был передан построенный в том же году АСК на ул. Академика Королёва, 12, ставший АСК-1.
АСК на ул. Шаболовке, 37, в котором осталась часть студий, стал АСК-2, сам МТЦ был переименован в ТТЦ имени 50-летия Октября. В АСК-1 переместились главная дирекция программ и тематические главные редакции ЦТ, а также выдача записанных программ и вещание в прямом эфире. В АСБ (число которых к тому времени увеличилось до 6) АСК-2 продолжали вестись съёмки детских, научно-популярных и учебных программ.

### Технический комплекс ВГТРК
В 1991 году технический комплекс на Шаболовке был передан ВГТРК. Отсюда осуществляется вещание всех телеканалов ВГТРК, в том числе «Россия-1», «Россия-Культура» и «Россия-24». С момента создания в 1997 году и до 2002 года здесь базировалась часть подразделений телеканала «Культура». С 2003 по 2015 год в техническом комплексе на Шаболовке также располагались офис и все комментаторские и вещательные студии телеканала ВГТРК «Спорт» (позже — «Россия-2»). В декабре 2015 года декорации и комментаторские позиции его бывшей телестудии были использованы для проведения спецпроекта канала «Культура» «Война и мир: читаем роман», а в 2017 году, в ходе модернизации и подготовки к переходу на вещание в стандарте высокой чёткости (HD), телеканал «Культура» полностью вернулся на площадку телецентра.
К территории примыкает четырнадцатиэтажное недостроенное здание телецентра по адресу: ул. Шаболовка, 35. Строительство здания для военно-космических сил СССР ведётся с 1986 года, но в начале 1990-х годов было решено передать здание телецентру. Строительство остановлено на стадии отделки, возобновлению работ мешают споры вокруг собственности на здание.